# Guido de Dramelay
Guido (II) de Dramelay (en francés: Guy de Dramelay; fallecido en 1285/86) fue el tercer barón de Chalandritsa en el Principado de Acaya en la Grecia franca, y también bailío del Principado en 1282–85.

## Biografía
Guido era un descendiente de la familia de los Dramelay (o Trimolay, Tremolay) del pueblo del mismo nombre en Borgoña, que habían ocupado la Baronía de Chalandritsa desde 1209, cuando un «G. de Dramelay» (posiblemente «Guido», en cuyo caso este sería ser Guido I) es atestiguado entre los firmantes del Tratado de Sapienza. Muchos historiadores antiguos, siguiendo a Jean Alexandre Buchon y Karl Hopf, tienen a Audebert de la Trémouille como el primer barón. Su sucesor, Roberto, es atestiguado alrededor de 1230. Fue Roberto quien construyó el castillo de Chalandritsa, según las versiones griegas e italianas de la Crónica de Morea. Roberto fue a su vez sucedido por su hijo Guido (II). La versión aragonesa de la Crónica por otra parte informa una historia completamente diferente, según la cual el castillo de Chalandritsa había sido construido por Conrado el Alemán, barón de Patras, y que ella y otras tierras, que comprendían ocho feudos, fueron adquiridos alrededor de 1259 por el príncipe Guillermo II de Villehardouin y dado a un caballero llamado Guido de Dramelay, que había llegado recientemente a Morea. Si bien su fiabilidad presenta otra manera, la versión aragonesa es considerada errónea en este sentido.
La ocupación de Guido como barón es relativamente desconocida. En 1280, es conocido por haber expandido la baronía mediante la adquisición de territorios vecinos como partes de Lisarea o el feudo de Mitopoli. En noviembre de 1282, Guido fue nombrado bailío del Principado por el rey de Nápoles en lugar de Narjot de Toucy, cuyas funciones como almirante del reino no le permitieron tomar posesión del cargo. Guido ocupó el cargo hasta 1285, cuando fue reemplazado por el duque de Atenas, Guillermo I de la Roche. Guido murió poco después, ya sea a finales de 1285 o principios de 1286, dejando su baronía a una hija no identificada, que se casó con Jorge I Ghisi, heredero de Tinos y Míkonos.